# Strehlhof
Strehlhof ist eine Einöde in der Gemarkung des Volkacher Gemeindeteils Rimbach im unterfränkischen Landkreis Kitzingen.

## Geografische Lage
Der Strehlhof liegt relativ zentral im Volkacher Gemeindegebiet. Der zugehörige Gemeindeteil Rimbach befindet sich im Nordosten, Eichfeld liegt wesentlich näher im Osten. Südwestlich liegt Dimbach, der Westen wird von der Weininsel mit den Gemeinden Nordheim am Main und Sommerach eingenommen. Volkach mit der Mainfranken-Kaserne nimmt den Nordwesten ein.
Nächstgelegene, größere Städte sind Schweinfurt mit einer Entfernung von ungefähr 22 Kilometern, Würzburg ist etwa 25 Kilometer entfernt.
Naturräumlich liegt die Rimbacher Gemarkung mit dem Strehlhof im hügeligen Steigerwaldvorland von Neuses, das zum Iphofen-Gerolzhofener Steigerwaldvorland innerhalb der Mainfränkischen Platten gezählt wird. Der Heiligenbach als Zufluss zur Sommerach fließt südlich des Hofgutes.

## Geschichte
Der Name des Strehlhofes leitet sich wahrscheinlich vom Bach ab, der an der Hofanlage vorbeifließt. Der Strehlbach war ein Gewässer, welches von „Rohrgewächsen gesäumt“ war.
Die Geschichte des Hofes ist eng mit der des nahegelegenen Rimbach verbunden, auf dessen Gemarkung sich der Strehlhof heute befindet. Im Jahr 1230 besaßen wohl die Grafen von Castell den Hof. 1235 ist ein Zeuge „Albertus de Strelebach“ überliefert. Aus der der Endung -bach lässt sich schließen, dass der Strehlhof eine germanische Rodungssiedlung des 7. oder 8. nachchristlichen Jahrhunderts war. 
Im 15. Jahrhundert erwarben die Zollner von der Hallburg den Hof. Im Jahr 1497 war der Hof im Besitz des Volkacher Bürgers Hans Klieber, ab 1509 gehörte er den Rittern von Dettelbach. 1589 war der Hof im Besitz des Michael Zöllner. Im Jahr 1667 bemächtigten sich die Grafen von Schönborn des Hofes. 1803 kam der Hof an das Landgericht Volkach. Fortan war er ein Teil der Rimbacher Gemarkung. Am 1. Juli 1977 wurde Strehlhof ein Ortsteil der Stadt Volkach. Zwischen 1982 und 2018 bestand im Gutshof das von der Modedesignerin Eva Lutz gegründete Damenbekleidungsunternehmen Minx.